# Arafura-wrattenslang
De Arafura-wrattenslang (Acrochordus arafurae) is een aquatische slang uit de familie wrattenslangen (Acrochordidae), die wijdverbreid is in tropisch Australië. Kenmerkend voor de soort is een uitgesproken seksueel dimorfisme en een lage stofwisseling. De soort komt voor in Oost-Indonesië, Papoea-Nieuw-Guinea en Noord-Australië (Queensland en Noordelijk Territorium). Volgens de IUCN is het geclassificeerd als niet bedreigd.

## Naam en indeling
De wetenschappelijke naam van de soort werd voor het eerst voorgesteld door Samuel Booker McDowell in 1979.

## Uiterlijke kenmerken
Het zijn grote, zwaargebouwde slangen die een totale lengte kunnen bereiken van ongeveer twee meter. Zoals typisch is voor wrattenslangen, is de huid gerimpeld. Door de kleine, kegelvormige schubben ontstaat een korrelig huidoppervlak. Kenmerkend is het uitgesproken geslachtsdimorfisme: volwassen vrouwtjes vertonen een kopromplengte (van de punt van de snuit tot de cloaca) van gemiddeld 135 centimeter, volwassen mannetjes daarentegen slechts 105 cm. Bovendien vertonen vrouwtjes een aanzienlijk zwaardere lichaamsbouw, kortere staarten en grotere koppen dan mannetjes. De Arafura-wrattenslang heeft een losse huid alsof deze te groot is voor het lichaam, de lichaamskleur is grijs tot bruin met onregelmatige donkere strepen op de flanken.

### Seksueel dimorfisme
Zoals bij de meeste slangen, kan grootte-dimorfisme waarschijnlijk worden verklaard door seksuele selectie: grotere vrouwtjes kunnen meer nakomelingen produceren, dus grotere lichaamsgrootte produceert meer nakomelingen. De proportionele verschillen hebben waarschijnlijk andere oorzaken. De langere staart bij het mannetje wordt verklaard door de noodzaak om de hemipenis te accommoderen. Aan de andere kant kunnen de grotere koppen van de vrouwtjes mogelijk worden geïnterpreteerd als aanpassingen aan de grotere prooivissen: zoals bij alle slangen worden prooidieren altijd heel doorgeslikt, dus de grootte van de kop beperkt de maximale grootte van de prooidieren.

## Levenswijze
De wrattenslang is sterk aan het water geboden en is 's nachts actief, het dier beweegt zich altijd zeer traag. Net als andere wrattenslangen voedt de Arafura-wrattenslang zich uitsluitend met vis piscivoor wordt genoemd. Voedselopname vindt voornamelijk plaats in het regenseizoen vanwege de toegenomen voedselvoorziening. Vissen worden overweldigd door wurging met behulp van de gerimpelde, korrelige huid. Er zijn duidelijke verschillen tussen de seksen. Mannetjes zijn minder selectieve eters dan vrouwtjes, dus maagmonsters tonen typisch de overblijfselen van verschillende kleinere vissen. Maagmonsters van volwassen vrouwtjes tonen echter slechts een enkele, maar grote prooi. Juveniele vrouwtjes vertonen het meer algemene dieet van mannetjes.
Deze slang leeft in zoet water en is daarbuiten vrijwel hulpeloos. Via de huid neemt het dier zuurstof op uit het water. Dankzij de verlengde longen kan de slang vrij lang onder water vertoeven.
Tijdens het droge seizoen verblijven ze in billabongs, tijdens het regenseizoen koloniseren ze de inmiddels overstroomde graslanden. Verschillen tussen de seksen konden worden vastgesteld in de gewenste waterdieptes tijdens het regenseizoen. Vrouwtjes worden voornamelijk gevangen in waterdiepten van meer dan een meter, terwijl mannetjes voornamelijk in ondiep water van minder dan een meter leven. De populatiedichtheid van deze slangen binnen billabongs varieert sterk, maar kan 100 slangen per hectare bereiken als er voldoende voedsel is.
De Arafura-wrattenslang is levendbarend, er worden 17 tot 32 jongen per keer geboren, na een draagtijd van 11 maanden. In vergelijking met andere slangen is de draagtijd ongebruikelijk lang.

## Metabolisme

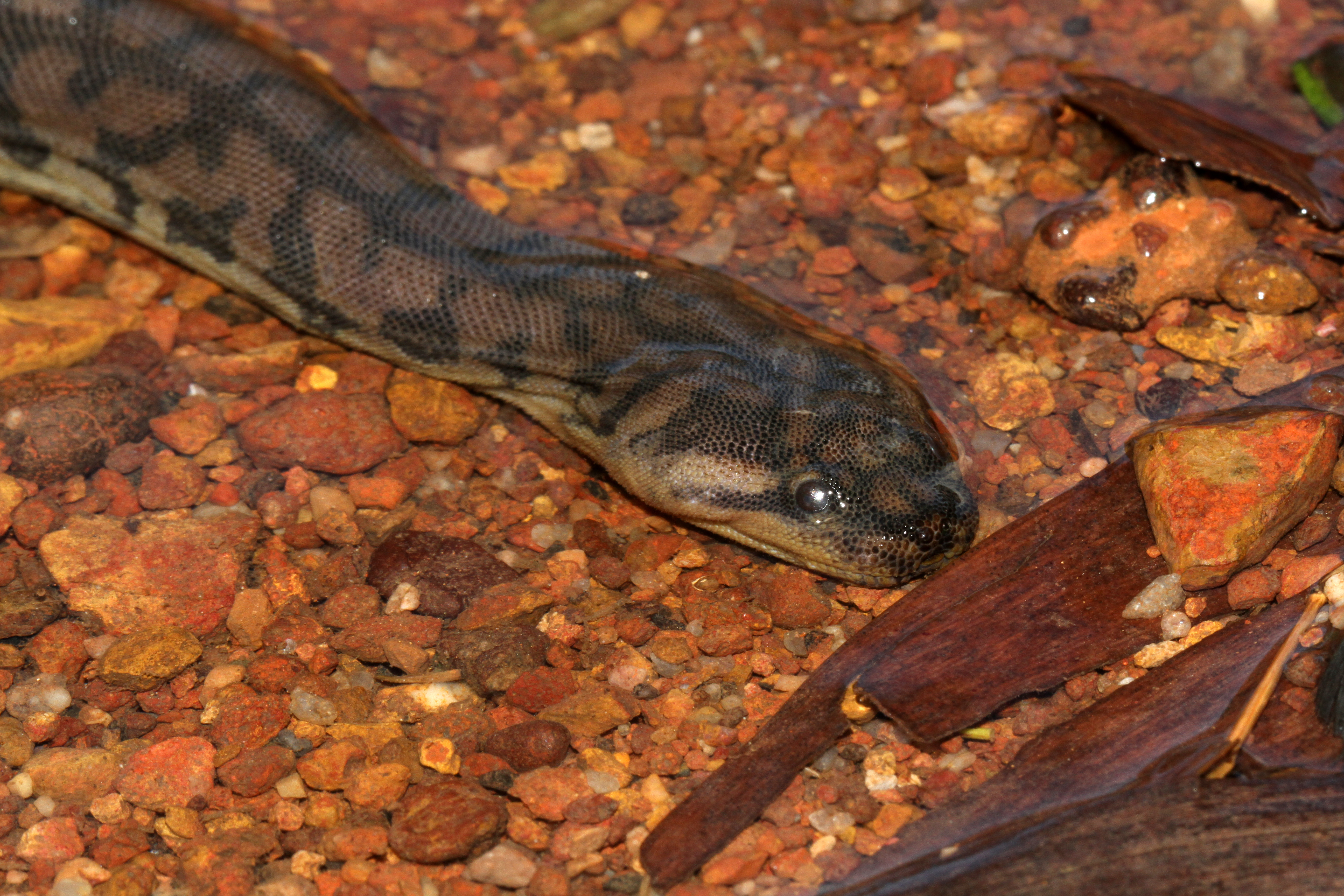
Detail van de kop, exemplaar uit Noordelijk Territorium, Australië.

Net als andere wrattenslangen is de Arafura-wrattenslang een lage-energiespecialist en vertoont als zodanig een opmerkelijk laag metabolisme. Deze slangen voeden zich relatief zelden en hebben de laagste reproductiesnelheden die bij elke slang zijn geregistreerd: in één onderzoek was slechts 7% van de volwassen vrouwtjes reproductief.
Net als andere waterslangen neemt de Arafura-wrattenslang zuurstof op via zowel de longen als de huid. De huidademhaling kan tot 30% van de zuurstofbehoefte dekken. De maximale duiktijd is afhankelijk van de temperatuur, aangezien hogere temperaturen leiden tot een verhoogd metabolisme en een daarmee samenhangende hogere zuurstofbehoefte. Bij 20 °C kunnen de dieren tot 77 minuten onder water blijven, bij 32 °C echter slechts 28 minuten.

## Verspreiding en habitat
Deze soort komt voor in delen van zuidelijk Azië in Indonesië en Nieuw-Guinea en in Australië in de deelstaten Noordelijk Territorium en Queensland. De habitat bestaat uit rivieren, meren, moerassen en grote vijvers, maar ook in mangrovebossen aan de zeekust.

## Beschermingsstatus
Door de internationale natuurbeschermingsorganisatie IUCN is de beschermingsstatus 'veilig' toegewezen (Least Concern of LC).